# Hypnotize
Hypnotize (рус. Гипнотизировать) — пятый и последний на сегодняшний день студийный альбом американской альтернативной метал группы System of a Down, выпущенный 22 ноября 2005 года на звукозаписывающем лейбле Columbia Records. Продюсированием альбома занимались Рик Рубин и Дарон Малакян. Hypnotize является второй и завершающей частью концептуальной дилогии Mezmerize / Hypnotize. Так же, как и на предыдущем альбоме, гитарист группы Дарон Малакян исполняет не меньше вокальных партий, чем основной вокалист группы Серж Танкян. Hypnotize стал последней студийной работой System of the Down до их четырёхлетнего перерыва с августа 2006 года по ноябрь 2010 года. Художественное оформление обложки, как и предыдущего альбома, разрабатывал отец Дарона — американский художник армянского происхождения Вартан Малакян. Журнал Entertainment Weekly описал альбом следующими словами: «Группа выставляет напоказ ранее „недоиспользуемую“ чувствительную сторону, компенсируя своей фирменной маркировкой рифологии со вспышками нежной лиричности».
С альбома было выпущено два сингла: «Hypnotize» и «Lonely Day» 11 октября и 17 апреля соответственно. 7 декабря 2006 года песня «Lonely Day» участвовала в номинации «Лучшее хард-рок исполнение» на 49 церемонии вручения премии «Грэмми», но проиграла песне «Woman» группы Wolfmother. Так же, песня заняла 10 места в таких чартах, как Alternative Songs и Hot Mainstream Rock Tracks. Песня «Hypnotize» дебютировала под номером один в американском чарте Alternative Songs и под номером 5 в Hot Mainstream Rock Tracks, что сделало песню большим интернациональным хитом. На обе песни были сняты видеоклипы. Также, в качестве промосинглов, были выпущены две песни: «Vicinity of Obscenity» и «Kill Rock 'n Roll».
Как и предыдущий альбом, Hypnotize дебютировал под номером 1 в американском чарте, что сделало группу наравне с The Beatles, Guns N' Roses и рэперами 2Pac и DMX единственными артистами, у которых когда-либо два студийных альбома стояли на первом месте в одном и том же году. Было продано свыше миллиона копий альбома; альбом Hypnotize получил платиновый сертификат от RIAA 13 декабря 2005 года, а после золотой сертификат 25 января 2006 года.

## Об альбоме

### Песни
Предполагалось, что альбом начнётся с инструментальной композиции под названием «Hezze», выполненной в ближневосточном стиле, которую Дарон Малакян назвал одной из своих любимых песен до её выпуска. Он был отменён в последнюю минуту, потому что группа хотела открыть альбом с тяжелой песней, и это было несовместимо с остальной частью альбома.
Тексты песен «Hypnotize» и «Tentative» посвящены теме войны, в частности в первой из них описывается «бойня на площади Тяньаньмэнь» в Китае 1989 года.
В песне «Lonely Day» была раскрыта тема отчаяния. Композиция была представлена в фильме «Паранойя» 2007 года, а также в его трейлере, однако не была включена в саундтрек. По слухам, Дарон Малакян написал эту песню в дань уважения своему брату, который умер при пожаре в молодости. Это также доказывает тот факт, что в видеоклипе всё горит.
Композиция «Kill Rock 'n Roll», написанная Малакяном, посвящена, предположительно, кролику, который попал под колёса автомобиля Дарона, когда он ехал ночью.
По словам Сержа Танкяна, песня «Vicinity of Obscenity» была написана под впечатлением от такого вида искусства, как дадаизм. Музыкальный магазин CMJ New Music Monthly в своей рецензии описывал композицию следующими словами: «песня извергается с несколькими личностями: шунтирующий бред в стиле Фрэнка Заппы („terracotta pie-hey!“) и соул-музыка в стиле Принса каждые три секунды».

## Список композиций
| №                   | Название                                            | Текст песни                | Музыка                | Длительность |
| ------------------- | --------------------------------------------------- | -------------------------- | --------------------- | ------------ |
| 1.                  | «Attack (В атаку!)»                                 | Серж Танкян, Дарон Малакян | Малакян               | 3:06         |
| 2.                  | «Dreaming (Сон)»                                    | Малакян, Танкян            | Малакян, Шаво Одаджян | 3:59         |
| 3.                  | «Kill Rock ’n Roll (Убить Рок 'н Ролл)»             | Малакян                    | Малакян               | 2:28         |
| 4.                  | «Hypnotize (Гипноз)»                                | Малакян, Танкян            | Малакян               | 3:09         |
| 5.                  | «Stealing Society (Воровское Общество)»             | Малакян, Танкян            | Малакян               | 2:58         |
| 6.                  | «Tentative (Нерешительность)»                       | Малакян, Танкян            | Малакян               | 3:36         |
| 7.                  | «U-Fig (Вы - бряцающие оружием неотесанные идиоты)» | Малакян, Танкян            | Малакян, Одаджян      | 2:55         |
| 8.                  | «Holy Mountains (Священные горы)»                   | Малакян, Танкян            | Малакян               | 5:28         |
| 9.                  | «Vicinity of Obscenity (Нарастающее бесстыдство)»   | Танкян                     | Танкян                | 2:51         |
| 10.                 | «She’s Like Heroin (Она словно героин)»             | Малакян                    | Малакян               | 2:44         |
| 11.                 | «Lonely Day (Одинокий день)»                        | Малакян                    | Малакян               | 2:47         |
| 12.                 | «Soldier Side (Рай для солдат)»                     | Малакян                    | Малакян               | 3:40         |
| Общая длительность: | Общая длительность:                                 | Общая длительность:        | Общая длительность:   | 39:46        |

## Участники записи
| System of a Down - Серж Танкян — вокал, клавишные, терменвокс, струнная аранжировка - Дарон Малакян — вокал, гитара, продюсирование - Шаво Одаджян — бэк-вокал, бас-гитара - Джон Долмаян — барабаны, перкуссия | Производственный персонал - Рик Рубин — продюсирование - Энди Уоллес — микширование - Дэвид Шиффман — звукорежиссирование - Филлипп Броуссард — ассистент звукорежиссёра - Джейсон Лэдер — монтаж - Дана Лильсен — монтаж - Вартан Малакян — художественное оформление - Марк Манн — струнная аранжировка - Владо Меллер — мастеринг - Джон О’Махоуни — микширование (Pro Tools) |

## Продажи и сертификаты
| Регион | Сертификация | Продажи    |
| --- | ------------ | ---------- |
| Австрия (IFPI Austria)                                                                                                   | Золотой      | 20,000*    |
| Австралия (ARIA) | Золотой      | 35 000^    |
| Бразилия (ABPD) · 5-album bundle                                                                                         | Платиновый   | 40 000*    |
| Финляндия (Musiikkituottajat)                                                                                            | Платиновый   | 31,990     |
| Германия (BVMI) | Золотой      | 100 000^   |
| Ирландия (IRMA) | Платиновый   | 15 000^    |
| Новая Зеландия (RMNZ) | Платиновый   | 15 000^    |
| Швейцария (IFPI Switzerland)                                                                                             | Золотой      | 20 000^    |
| США (RIAA) | Платиновый   | 1 000 000^ |
| * Данные о продажах приведены только на основе сертификации. ^ Данные о тиражах приведены только на основе сертификации. |              |            |